# Cullen biflora
Cullen biflora är en ärtväxtart som först beskrevs av William Henry Harvey, och fick sitt nu gällande namn av Charles Howard Stirton. Cullen biflora ingår i släktet Cullen, och familjen ärtväxter. Inga underarter finns listade i Catalogue of Life.